# Katsura Masakazu
Katsura Masakazu (Nhật: 桂正和 (Quế Chính Hòa) sinh ngày 10 tháng 12 năm 1962) là một mangaka – họa sĩ sáng tác truyện tranh người Nhật Bản. Ông được biết đến với nhiều tác phẩm manga như: Wing-Man, Shadow Lady, DNA², Video Girl Ai, I"s, và Zetman. Ông cũng đồng thời tạo nhân vật cho các tác phẩm OVA - phim hoạt hình gốc như Iria: Zeiram the Animation, Tiger & Bunny và Garo -Guren no Tsuki- hay trò chơi điện tử Astral Chain.
Từ năm 2015, ông là giáo sư thỉnh giảng, giảng viên tại Đại học Nghệ thuật Kyoto Saga. Katsura là một mangaka được đánh giá cao bởi người hâm mộ không chỉ ở Nhật Bản mà còn nhận được sự ủng hộ từ nhiều khu vực khác trên thế giới như Hồng Kông, Đài Loan, Hoa Kỳ, và Pháp.

## Xuất thân
Katsura Masakazu sinh ra ở tỉnh Fukui, Nhật Bản (năm Chiêu Hòa thứ 37). Bước ngoặt trong cuộc đời Katsura là một căn bệnh mà ông phải nằm liệt giường, trong thời gian đó ông đã phải tự học cách khác để vẽ. Katsura chuyển đến thành phố Chiba, tỉnh Chiba lúc anh còn là học sinh tiểu học, và khi học trung học cơ sở, anh chuyển đến Hachiman, thành phố Ichihara, sống ở đây cho đến khi 20 tuổi. Katsura có năng khiếu vẽ từ khi còn nhỏ nhưng không có sở thích về anime và manga, mà lại bị cuốn hút bởi những nhân vật anh hùng, siêu anh hùng trong các bộ phim kỹ xảo kiểu Tokusatsu như Kamen Rider hay Ultra Series.

## Sự nghiệp
Katsura bắt đầu dấn thân làm việc trong ngành công nghiệp manga vào giữa năm thứ hai và năm thứ ba thời trung học phổ thông, khi ông gửi đi một tác phẩm cho cuộc thi sáng tác trao giải Tezuka. Phong cách sáng tác của ông chịu ảnh hưởng từ cả tiểu thuyết và điện ảnh. Lúc bấy giờ ông không hề hứng thú với manga, và chỉ tham gia cuộc thi vì tiền thưởng. Sau khi nhận giải, ông lọt vào mắt xanh của biên tập viên gạo cội Torishima Kazuhiko thuộc nhà xuất bản Hakusensha và được mời gọi tham gia lĩnh vực này.

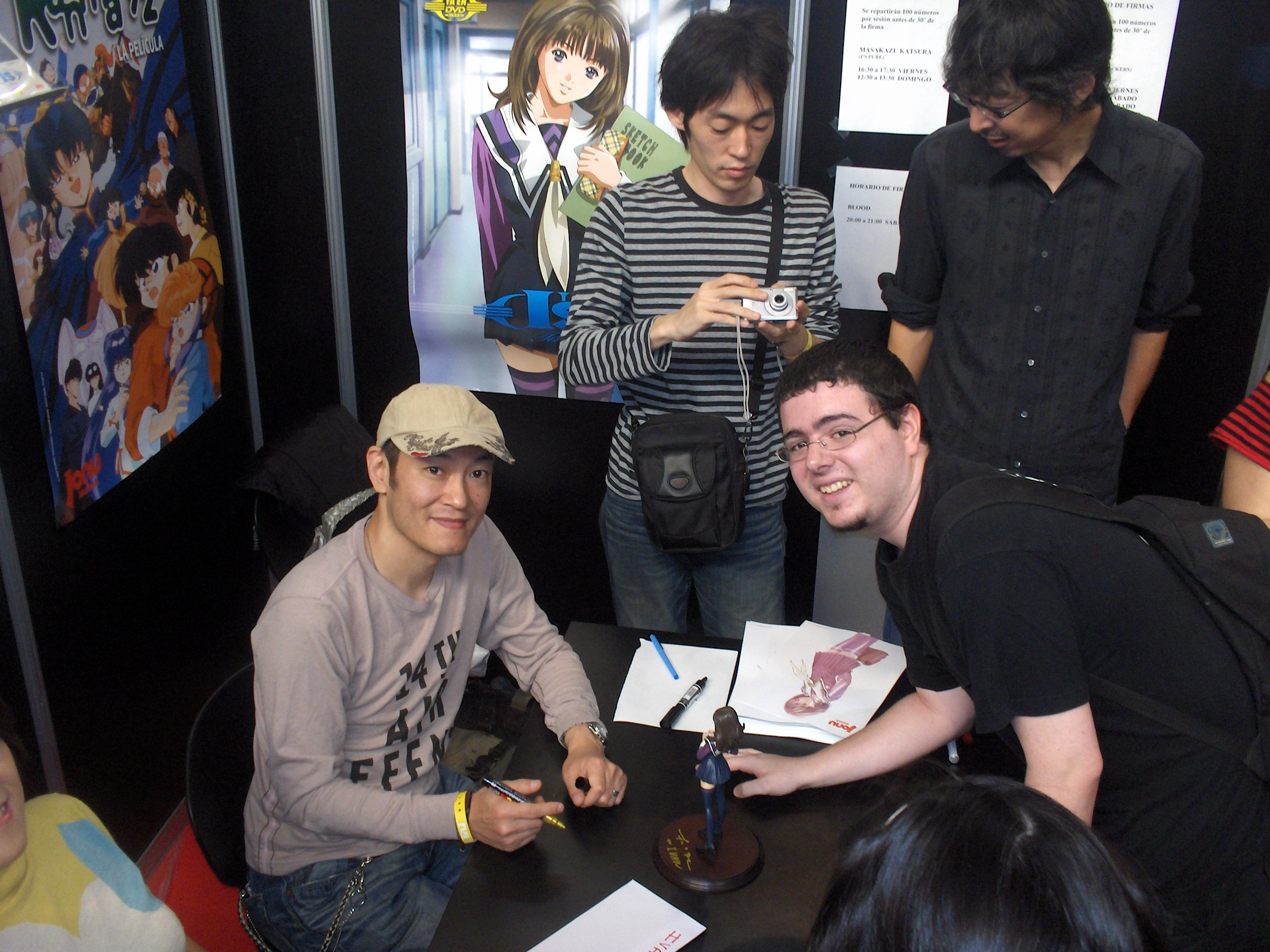
Katsura Masakazu tại Lễ hội Manga Barcelona lần thứ XII năm 2006.

Năm 1989, ông bắt đầu sáng tác Video Girl Ai, hoàn thành trong giai đoạn 1990 – 1993. Sau đó, manga này được chuyển thể thành anime OVA, về sau được phát hành ở Bắc Mỹ. Một bộ phim người đóng cũng được sản xuất dựa trên nội dung tác phẩm này. Loạt manga tiếp theo có tên DNA², thuộc thể loại khoa học viễn tưởng, gồm năm tập đã được chuyển thể thành anime truyền hình cùng với một OVA ngắn, cả hai cũng được phát hành ở Bắc Mỹ. Manga I"s (1997 – 1999) tiếp tục được chuyển thể thành hai bộ OVA: một bộ ngoại truyện dài hai tập và một bộ tóm tắt cốt truyện manga gồm sáu tập.
Katsura cũng là giọng ca chính của "Tomorrow Will Be Tomorrow" và "Unseen Dream", hai bản nhạc phim OVA Video Girl Ai.
Năm 2008, Katsura hợp tác với Toriyama Akira, một người bạn thân và là mangaka nổi tiếng với tác phẩm Dragon Ball và Dr. Slump. Hai người phối hợp sáng tác Sachie-chan Good!! (2008) và Jiya (2009 – 2010) cho tạp chí Jump SQ, với kịch bản của Toriyama và minh họa của Katsura. Hai tác giả vốn là bạn bè từ đầu những năm 1980, cùng được Torishima Kazuhiko giới thiệu vào ngành manga. Cả hai thường thêm thắt các tình tiết nhại lại phong cách của nhau trong những tác phẩm của riêng họ. Cũng trong năm 2008, Katsura đã vẽ một bản minh họa thiết kế trang phục Người Dơi cho dòng sản phẩm figure Real Realization của hãng sản xuất đồ chơi Bandai, dựa trên kiểu trang phục được sử dụng trong bộ phim Kỵ sĩ bóng đêm.
Năm 2009, Katsura và Toriyama tiếp tục hợp tác thực hiện ba chương của Phim trường Akira Toriyama trên tạp chí Weekly Young Jump.

## Ấn phẩm
Manga
- Wing-Man (1983–1985)
- Super Mobile Troop Vander (超機動員ヴァンダー? 1985–1986)
- Present from Lemon (プレゼント・フロム LEMON? 1987)
- Zetman (bốn phần ban đấu từ 1989 đến 1994, nối tiếp giai đoạn 2002 – 2014)
- Video Girl (電影少女 Den'ei Shōjo?, bắt đầu từ 1989, nối tiếp giai đoạn 1990 – 1993)

Bao gồm Video Girl Ai và Video Girl Len

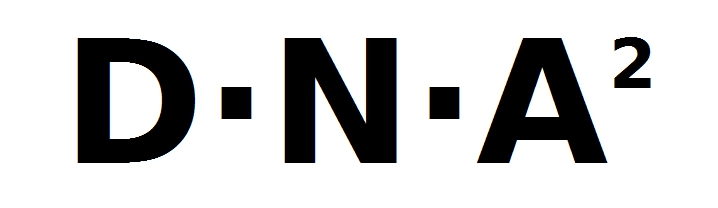
Ấn phẩm DNA² của Masakazu.

- Shadow Lady (1992–1993, 1995–1996)
- DNA² (D・N・A² 〜何処かで失くしたあいつのアイツ〜? 1993–1994)
- M (1996)
- I"s (1997–1999)
- Dr Chambalee (2000)
- Sachie-chan Good!! (さちえちゃんグー!!? kịch bản từ Toriyama Akira, 2008)
- Jiya (JIYA -ジヤ-? kịch bản từ Toriyama Akira, 2009–2010)

Nội dung khác
- Iria: Zeiram the Animation  (Phim hoạt hình gốc, thiết kế nhân vật, 1994)
- Love & Destroy (video game, thiết kế nhân vật, 1999)
- Bitch's Life (3 pages, 2001)
- Tiger & Bunny (anime, thiết kế nhân vật, 2011)
- Garo -Guren no Tsuki- (anime, thiết kế nhân vật, 2015)
- The Girl in Twilight (thương hiệu truyền thông, thiết kế nhân vật, 2018)
- Astral Chain (video game, thiết kế nhân vật, 2019)[15]